# A Vígszínház 2018/2019-es színházi évadja
A Vígszínház 2018/2019-es évadja a teátrum szócikkéhez kapcsolódó fejezet. Az évadnyitó nyílt napot 2017. szeptember 30-án tartották. Az évad a színház fennállásának 123. szezonja.

## A társulat tagjai

### A színház vezetése
- Igazgató: Eszenyi Enikő
- Gazdasági igazgató: Magyar Péter
- Zenei vezető: Presser Gábor
- Irodalmi és dramaturgiai tanácsadó: Vörös Róbert

### Társulati tagok
- Bach Kata
- Balázsovits Edit
- Borbiczki Ferenc
- Börcsök Enikő
- Csapó Attila
- Csiby Gergely
- Csőre Gábor
- Dengyel Iván
- Ember Márk
- Fesztbaum Béla
- Gados Béla
- Gilicze Márta
- Gyöngyösi Zoltán
- Hajduk Károly
- Halász Judit
- Hegedűs D. Géza
- Hegyi Barbara
- Hevér Gábor
- Hullan Zsuzsa
- Igó Éva
- Józan László
- Karácsonyi Zoltán
- Kern András
- Király Dániel
- Kopek Janka
- Kútvölgyi Erzsébet
- Lukács Sándor
- Majsai-Nyilas Tünde
- Orosz Ákos
- Puzsa Patrícia
- Seress Zoltán
- Szántó Balázs
- Szatmári Liza
- Szilágyi Csenge
- Tar Renáta
- Tóth András
- Vecsei H. Miklós
- Venczel Vera
- Vidnyánszky Attila
- Waskovics Andrea
- Wunderlich József
- Zoltán Áron

## Bemutatók

### Vígszínház (nagyszínpad)
- Charlie Chaplin: A diktátor (Bemutató: 2018. október 13. / rendezte: Eszenyi Enikő)
- Molnár Ferenc: Liliom (Bemutató: 2018. december / rendezte: ifj. Vidnyánszky Attila)
- John Cassavetes: Premier (Bemutató: 2019. március / rendezte: Martin Čičvák)

### Pesti Színház
- Mihail Bulgakov: Bíborsziget (Bemutató: 2018. október 12. / rendezte: Hegedűs D. Géza)
- Bertolt Brecht: Baal (Bemutató: 2019 március / rendezte: Horváth Csaba)
- Henrik Ibsen: John Gabriel Borkman (Bemutató: 2018 december / rendezte: Valló Péter)

### Vígszínház (házi színpad)
- Pass Andrea: A vándorkutya (Bemutató: 2018. október 5. / rendezte: Pass Andrea)
- Fábián Péter - Benkó Bence - Király Dániel: Kozmikus magány (Bemutató: 2018. december / rendezte: Király Dániel)
- Kornis Mihály: Kádárné balladája (Bemutató: 2019. január / rendezte: Telihay Péter)
- Majgull Axelsson: Nem vagyok Miriam! (Bemutató: 2019. február / rendezte: Kincses Réka)
- Kertész Imre: Kaddis a meg nem született gyermekért (Bemutató: 2019. március)

## Repertoár
| Szerzők                                        | A mű címe                             | A bemutató dátuma    | Rendező                 | Helyszín                 |
| ---------------------------------------------- | ------------------------------------- | -------------------- | ----------------------- | ------------------------ |
| Charlie Chaplin                                | A diktátor                            | 2018. október 13.    | Eszenyi Enikő           | Vígszínház               |
| Dés László-Geszti Péter-Békés Pál              | A dzsungel könyve                     | 1996. január 28.     | Hegedűs D. Géza         | Pesti Színház            |
| Fjodor Mihajlovics Dosztojevszkij              | A félkegyelmű                         | 2018. március        | ifj. Vidnyánszky Attila | Pesti Színház            |
| Ebherhard Streul-Parti Nagy Lajos              | A kellékes                            | 2008. szeptember 28. | Ilan Eldad              | Pesti Színház            |
| Kosztolányi Dezső                              | A léggömb elrepül                     | 2008. április 23.    | Fesztbaum Béla          | Vígszínház, Házi Színpad |
| Presser Gábor-Sztevanovity Dusán-Horváth Péter | A padlás                              | 1988. január 29.     | Marton László           | Vígszínház               |
| Dés László-Geszti Péter-Grecsó Krisztián       | A Pál utcai fiúk                      | 2016. november 5.    | Marton László           | Vígszínház               |
| Kincses Réka                                   | A pentheszileia program               | 2016. október 16.    | Kincses Réka            | Vígszínház, Házi Színpad |
| Gérecz Attila                                  | A szökés                              | 2016. április 16.    | Csuja László            |                          |
| Vecsei H. Miklós                               | Kinek az ég alatt már senkije sincsen | 2018. április        | ifj. Vidnyánszky Attila | Pesti Színház            |
| Molnár Ferenc                                  | A testőr                              | 2015. március 7.     | Valló Péter             | Vígszínház               |
| Tennessee Williams                             | A vágy villamosa                      |                      | Tordy Géza              | Pesti Színház            |
| William Shakespeare                            | A velencei kalmár                     | 2016. március 9.     | Valló Péter             | Pesti Színház            |
| Pass Andrea                                    | A vándorkutya                         | 2018. október 5.     | Pass Andrea             | Vígszínház, Házi Színpad |
| Peter Morgan                                   | Audiencia                             | 2016. október 14.    | Valló Péter             | Pesti Színház            |
| Georges Feydeau                                | Egy éj a paradicsomban                | 2018. március        | Michal Dočekal          | Vígszínház               |
| Henoch Levin                                   | Az élet mint olyan                    | 2006. december 9.    | Ilan Eldad              | Vígszínház, Házi Színpad |
| Bertolt Brecht                                 | Baal                                  | 2019. március        | Horváth Csaba           | Pesti Színház            |
| Molnár Ferenc                                  | Liliom                                | 2018. december       | ifj. Vidnyánszky Attila | Vígszínház               |
| Fjodor Mihajlovics Dosztojevszkij              | Bűn és bűnhődés                       | 2016. október 15.    | Michal Dočekal          | Vígszínház               |
| Lev Tolsztoj                                   | Háború és béke                        | 2017. december 16.   | Alexandr Bergman        | Vígszínház               |
| Heather Raffo                                  | Fátyol nélkül                         | 2014. október 11.    | Mátyássy Áron           | Vígszínház, Házi Színpad |
| William Shakespeare                            | Hamlet                                | 2017. október 1.     | Eszenyi Enikő           | Vígszínház               |
| Mike Bartlett                                  | Földrengés Londonban                  | 2016. április 1.     | Eszenyi Enikő           | Vígszínház               |
| Márai Sándor                                   | Hallgatni akartam                     | 2016. szeptember 10. | Marton László           | Vígszínház, Házi Színpad |
| Molnár Ferenc                                  | Játék a kastélyban                    | 2009. október 24.    | Marton László           | Vígszínház               |
| Woody Allen                                    | Játszd újra, Sam!                     | 1983. november 7.    | Valló Péter             | Pesti Színház            |
| William Shakespeare                            | Lovátett lovagok                      | 2017. szeptember 29. | Rudolf Péter            | Pesti Színház            |
| Spiró György                                   | Kvartett                              | 2014. október 10.    | Marton László           | Pesti Színház            |
| Hadar Galron                                   | Mikve                                 | 2010. október 8.     | Michal Dočekal          | Pesti Színház            |
| L. Frank Baum-Harold Arlen-E. Y. Harburg       | Óz, a csodák csodája                  | 2015. október 31.    | Marton László           | Vígszínház               |
| Michel Tremblay                                | Sógornők                              | 2013. június 15.     | Hegedűs D. Géza         | Pesti Színház            |
| Nádas Péter-Vidovszky László                   | Találkozás                            | 2015. október 23.    | Eszenyi Enikő           | Pesti Színház            |
| Vecsei H. Miklós                               | Mondjad, Atikám!                      | 2017. október 7.     | Vecsei H. Miklós        | Vígszínház, Házi Színpad |
| Arany János                                    | Toldi                                 | 2014. április 4.     | Paczolay Béla           | Pesti Színház            |
| Dragomán György                                | Máglya                                | 2017. szeptember 30. | Armin Petras            | Vígszínház, Házi Színpad |
| William Shakespeare                            | Szentivánéji álom                     | 2017. február 25.    | Kovács D. Dániel        | Vígszínház               |
| Bartis Attila                                  | Rendezés                              | 2017. február 26.    | Szikszai Rémusz         | Vígszínház, Házi Színpad |
| Simon Stephens                                 | Távoli dal                            | 2017. április 12.    | Szabó István            | Vígszínház, Házi Színpad |
| John Cassavetes                                | Premier                               | 2019. március        | Martin Čičvák           | Vígszínház               |
| Mihail Bulgakov                                | Bíborsziget                           | 2018. október 12.    | Hegedűs D. Géza         | Pesti Színház            |
| Henrik Ibsen                                   | John Gabriel Borkman                  | 2018. december       | Valló Péter             | Pesti Színház            |
| Fábián Péter - Benkó Bence - Király Dániel     | Kozmikus magány                       | 2018. december       | Király Dániel           | Vígszínház, Házi Színpad |
| Kornis Mihály                                  | Kádárné balladája                     | 2019. január         | Telihay Péter           | Vígszínház, Házi Színpad |
| Majgull Axelsson                               | Nem vagyok Miriam!                    | 2019. február        | Kincses Réka            | Vígszínház, Házi Színpad |
| Kertész Imre                                   | Kaddis a meg nem született gyermekért | 2019. március        |                         | Vígszínház, Házi Színpad |